# Плита (строительная механика)
Плита́ — пластина, нагруженная перпендикулярно её плоскости и работающая преимущественно на изгиб из собственной плоскости.
Плоскость, которая делит толщину пластины пополам, называется срединной плоскостью плиты. Поверхность, в которую переходит срединная плоскость в результате её изгиба, называется срединной поверхностью плиты.

## Классификация плит
- По форме в плане — многоугольные (треугольные, прямоугольные и др.), круглые (сплошные, кольцевые), произвольной формы.
- По форме вертикального сечения — плоские, ребристые (с рёбрами в одном или нескольких направлениях).
- По относительной толщине — тонкие и толстые.

## Особенности расчёта плит
Прямоугольная плита, опёртая по двум противоположным сторонам и нагруженная симметрично свободным (не опёртым) сторонам, деформируется при изгибе по цилиндрической поверхности. Такая плита называется балочной и рассчитывается методами расчёта балок. Другие плиты при действии на них поперечной нагрузки изгибаются в двух направлениях. Плита, толщина которой более чем в 5 раз меньше её пролёта, вдоль которого возникают наибольшие изгибающие моменты, называется тонкой. Тонкая плита может рассчитываться на основе технической теории изгиба пластин. В более толстых плитах сдвигающие напряжения в вертикальных сечениях плиты приводят к существенному искажению нормалей к срединной поверхности при деформировании плиты. Поэтому толстые плиты рассчитываются уточнёнными методами без использования гипотез технической теории изгиба пластин.